# Casteggio

Casteggio es una comune italiana de la provincia de Pavía, en Lombardía. Tiene una población estimada, a mediados de 2021, de 6.496 habitantes.

## Evolución demográfica
| Gráfica de evolución demográfica de Casteggio entre 1861 y 2021 |
|                                                                 |
| Fuente ISTAT - elaboración gráfica de Wikipedia                 |